# Raoul Loé
Raoul Cédric Loé (Courbevoie, 31 januari 1991) is een in Frankrijk geboren Kameroens voetballer die als middenvelder speelt voor CA Osasuna in de Segunda División A. In 2013 debuteerde hij in het Kameroens voetbalelftal.

## Interlandcarrière
Op 2 juni 2013 debuteerde Loé voor Kameroen in een vriendschappelijke wedstrijd tegen Oekraïne (0–0). In mei 2014 maakte bondscoach Volker Finke bekend hem te zullen selecteren voor de preselectie van Kameroen voor het wereldkampioenschap in Brazilië. Uiteindelijk zat hij niet bij de 23-koppige selectie.
| Interlands van Raoul Loé voor Kameroen | Interlands van Raoul Loé voor Kameroen | Interlands van Raoul Loé voor Kameroen | Interlands van Raoul Loé voor Kameroen | Interlands van Raoul Loé voor Kameroen | Interlands van Raoul Loé voor Kameroen |
| №                                      | Datum                                  | Wedstrijd                              | Uitslag                                | Soort Wedstrijd                        | Doelpunten                             |
| Als speler bij CA Osasuna              | Als speler bij CA Osasuna              | Als speler bij CA Osasuna              | Als speler bij CA Osasuna              | Als speler bij CA Osasuna              | Als speler bij CA Osasuna              |
| -------------------------------------- | -------------------------------------- | -------------------------------------- | -------------------------------------- | -------------------------------------- | -------------------------------------- |
| 1.                                     | 2 juni 2013                            | Oekraïne – Kameroen                    | 0 – 0                                  | Vriendschappelijk                      | 0                                      |
| 2.                                     | 26 mei 2014                            | Macedonië – Kameroen                   | 0 – 2                                  | Vriendschappelijk                      | 0                                      |
| 3.                                     | 29 mei 2014                            | Paraguay – Kameroen                    | 1 – 2                                  | Vriendschappelijk                      | 0                                      |